# Claude Kalisa
Claude Kalisa (* 6. března 1977 Muyira) je rwandský bývalý profesionální fotbalový obránce.

## Kariéra
Kalisa začal hrát profesionální fotbal v Číně v klubu Jen-pien Fu-te a posledních šest sezón své kariéry strávil v Belgii u K. Sint-Truidense VV. V roce 2007 ukončil kariéru kvůli zranění kolena.

## Osobní život
Kalisanův otec byl zabit během občanské války ve Rwandě.

## Kluby
- 1996–1997:  Rayon Sport
- 1998–1999:  Yanbian Century
- 1999–2001:  Rayon Sport
- 2001–2007:  Sint-Truiden